# Hórreo Candelário
Hórreo Candelário (em latim: Horrea Candelaria) foi um armazém (hórreo) da antiga Roma, conhecido apenas por um fragmento do Plano de Mármore. Segundo o plano, era um complexo ou recinto retangular que provavelmente armazenou e vendeu cones de cera e velas de cebo. Segundo Geoffrey Rickman, provavelmente foi fundado no período da dinastia severiana ou mais tarde.